# François Nicholas Madeleine Morlot
François-Nicholas-Madeleine Cardeal Morlot (Langres, 28 de dezembro de 1795 — Paris, 29 de dezembro de 1862) foi um cardeal francês.

## Biografia
Nasceu já no final do chamado Período do Terror da Revolução Francesa e início do Diretório. Sua formação eclesiástica foi realizada no Seminário de Dijon. Sua ordenação presbiteral deu-se a 27 de maio de 1820, aos 24 anos, já sob o reinado de Luís XVIII.
Foi vigário da Catedral de Paris, vigário geral da Arquidiocese de Paris e cônego da catedral.
Foi indicado para ser bispo de Orléans no dia 10 de março de 1839, pelo rei Luís Filipe e confirmado pelo Papa Gregório XVI no dia 8 de julho do mesmo ano. Recebeu a ordenação episcopal no dia 18 de agosto de 1839, em Paris, pelas mãos de Alexis-Basile Menjaud, bispo de Nancy e Toul. Foi promovido à sé metropolitana de Tours em 27 de janeiro de 1843.
No pontificado de Pio IX foi criado Cardeal presbítero no consistório de 7 de março de 1853, recebendo o chapéu vermelho no dia 27 de junho de 1853, com o título dos Santos Nereu e Aquileu.
Sua eminência foi designado Arcebispo de Paris em 1857, sua entrada solene na Catedral de Paris deu-se a 25 de abril de 1857.

## Ordenações episcopais
O Cardeal Morlot foi o principal sagrante de:
- Louis Martin Porchez (1805-1860), bispo da Martinica.
- Georges Darboy (1813-1871), bispo de Nancy, arcebispo de Paris.

## Espiritismo
Diversas mensagens que constam no O Evangelho Segundo o Espiritismo são assinadas pelo Cardeal Morlot:
- Capítulo V, item 20 - A felicidade não é deste mundo;
- Capítulo XVII, item 8 - A virtude;
- Capítulo XVII, item 9 - Os superiores e os inferiores;
- REVISTA ESPÍRITA
- (1a Homília.) (Sociedade Espírita de Paris, 9 de janeiro de 1863)
- SÃO PAULO, PRECURSOR DO ESPIRITISMO. Sociedade de Paris, de 9 de outubro de 1863